# M1 (ekonomisk term)

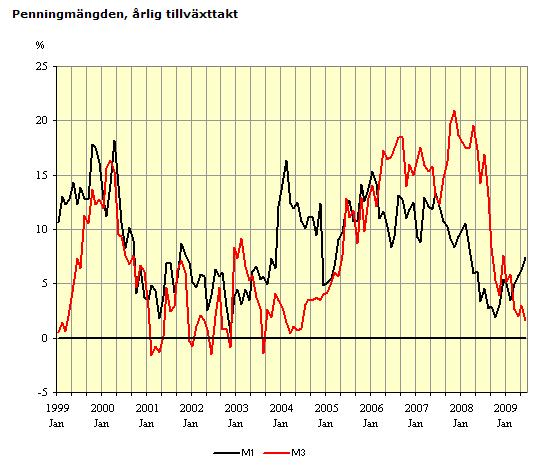
Penningmängden, årlig tillväxttakt enl. M1 och M3 ifrån SCB

M1 är ett mått på penningmängd och innefattar
- allmänhetens innehav av sedlar och mynt
- avistainlåning